# Nucleasi
Una nucleasi (numero EC 3.1.21) è un enzima capace di idrolizzare i legami fosfodiestere fra le subunità nucleotidiche degli acidi nucleici. Le nucleasi vengono anche chiamate, secondo la vecchia terminologia, polinucleotidasi o nucleodepolimerasi.

## Isolamento
Verso la fine degli anni sessanta, i ricercatori Stewart Linn e Werner Arber isolarono due tipi diversi di enzimi che intervenivano nel ciclo replicativo del fago nel batterio Escherichia coli. Uno di essi agiva tagliando il DNA metilato, mentre l'altro reagiva con quello non metilato operando dei tagli a diversi livelli lungo le molecole di DNA. I primi enzimi furono chiamati metilasi, i secondi nucleasi di restrizione.

## Nucleasi di restrizione
La scoperta di queste classi di enzimi garantì ai ricercatori la possibilità di operare il cosiddetto taglia e incolla su siti specifici delle molecole di DNA (non in maniera casuale) in modo altamente predittivo e riproducibile.
Furono H.O. Smith, K.W. Wilcox e T.J. Kelley, (ricercatori della Johns Hopkins University di Baltimora) che, nel 1968, isolarono e caratterizzarono la prima nucleasi di restrizione che agiva in modo strettamente dipendente dalla sequenza nucleotidica specifica. Tale risultato fu ottenuto lavorando su un ceppo batterico di Haemophilus influenzae da cui fu estratto l'enzima (HindII) che era in grado di tagliare le molecole di DNA in corrispondenza di una sequenza specifica lunga sei paia di basi, e precisamente:
5' G T (pirimidina: T o C) (purina: A o G) A C 3'

3' C A (purina: A or G) (pirimidina: T o C) T G 5'
Gli studiosi trovarono che l'enzima HindII agiva sempre tagliando la sequenza al centro cioè fra il terzo ed il quarto paio di basi ed in grado di operare il taglio soltanto su molecole di DNA che presentavano tale sequenza; la sequenza in esame fu così denominata sequenza di riconoscimento per l'enzima HindII.
HindII è soltanto uno dei tanti esempi di nucleasi di restrizione, essendo più di 900 gli enzimi di restrizione conosciuti e isolati da oltre 230 ceppi di batteri, sino ad oggi.

## Nomenclatura
La nomenclatura di questi enzimi è basata in genere su nomi che riflettono la loro origine batterica, con la prima lettera del nome che proviene dal genere, la seconda e la terza dalla specie procariotica dei batteri da cui tali enzimi sono stati isolati. Ad esempio l'enzima EcoRI proviene da Escherichia coli ceppo RY13. Il numero che segue il nome è indicativo dell'ordine con cui tali enzimi sono stati isolati dai singoli ceppi batterici.
Ulteriore classificazione viene fatta basandosi sul sito in cui gli enzimi tagliano le molecole di DNA; si parla infatti di endonucleasi se il taglio avviene all'interno delle molecole, di esonucleasi se avviene alle code terminali con rimozione di nucleotidi.